# Sympterygia acuta
Sympterygia acuta är en rockeart som beskrevs av Garman 1877. Sympterygia acuta ingår i släktet Sympterygia och familjen egentliga rockor. Inga underarter finns listade i Catalogue of Life.
Exemplaren blir upp till 62 cm långa.
Arten förekommer i havet vid östra Sydamerika från Rio de Janeiro till centrala Argentina. Den dyker till ett djup av 190 meter. Individerna blir könsmogna vid en längd av 42 till 48 cm. Honor kan fortplanta sig hela året och de lägger i genomsnitt 52 ägg per tillfälle. Nykläckta ungar är cirka 8 cm långa. Uppskattningsvis blir individerna upp till 17 år gamla.
Beståndet hotas av intensiv fiske. Enligt uppskattningar minskade hela populationen med 83 procent under 40 år före 2019 (tre generationer). IUCN kategoriserar arten globalt som akut hotad.